# Acrocomia intumescens
Acrocomia intumescens är en enhjärtbladig växtart som beskrevs av Carl Georg Oscar Drude. Acrocomia intumescens ingår i släktet Acrocomia och familjen Arecaceae. Inga underarter finns listade i Catalogue of Life.

## Bildgalleri

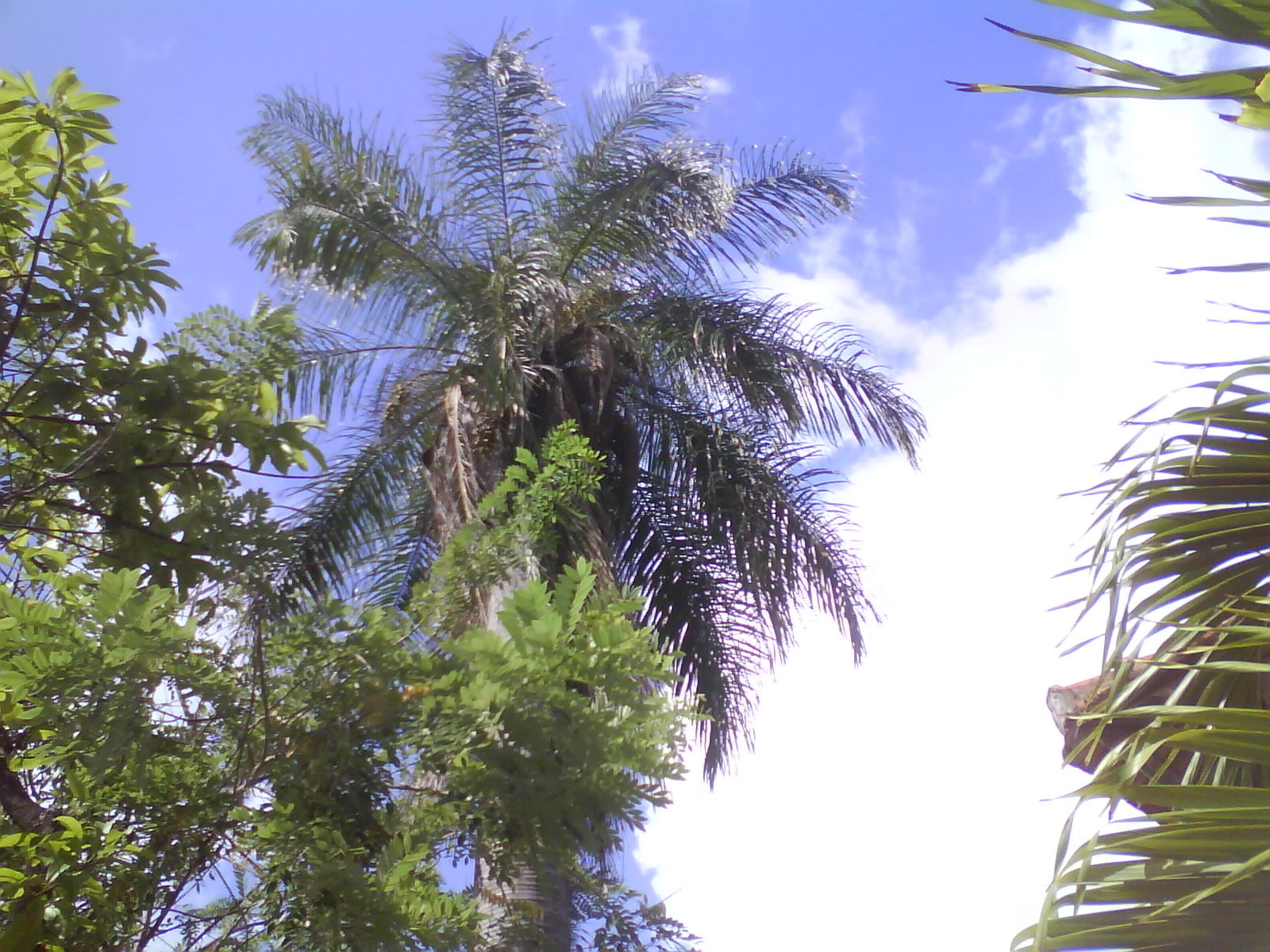
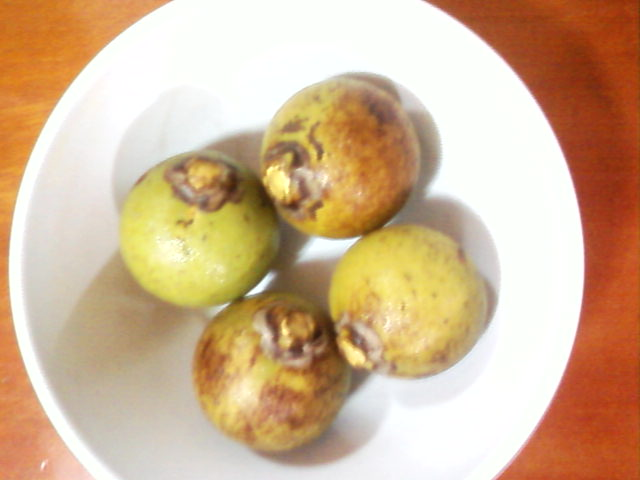